# Rui Braga Carrington da Costa
Rui Braga Carrington da Costa (Braga, 21 de Dezembro de 1932 - Abidjan, Costa do Marfim, 26 de Junho de 1994), filho de Rui Carrington Simões da Costa e Maria das Dores Pereira Braga, foi um médico, professor universitário, investigador e pioneiro dos Cuidados Intensivos em Portugal.

## Biografia

### Formação e Carreira Docente
Licenciado em Medicina pela Faculdade de Medicina da Universidade de Coimbra em 1959. Bolseiro da Fundação Calouste Gulbenkian em Paris, 1963, e em Estocolmo, 1968. Bolseiro do Instituto Nacional de Investigação Científica em Paris, 1970-1973.
Foi Assistente da Faculdade de Medicina de 1962 a 1974.
Doutorado em Medicina pela Faculdade de Medicina da Universidade de Coimbra em Março de 1974. Realizou Provas de Agregação em 1979 e chegou a Professor Catedrático em 1982.
Propôs ao Conselho Científico da Faculdade de Medicina da Universidade de Coimbra a criação da disciplina de Medicina Intensiva, integrando o Bloco de Medicina III da Licenciatura, disciplina que regeu a partir do ano lectivo de 1991-1992.

### Carreira Hospitalar e Científica
Foi Médico Interno dos Hospitais da Universidade de Coimbra entre 1959 e 1962. Participou na criação do Serviço de Reanimação dos Hospitais da Universidade de Coimbra em 1958-1959, o primeiro desses Serviços na Península Ibérica e um dos primeiros a nível internacional. O Serviço nasceu oficialmente no dia 29 de Janeiro de 1960, tornando-se Rui Carrington da Costa seu responsável, como Chefe de Serviço, no ano de 1962. Passou depois a ser Director Clínico (a partir de 1974) do então denominado Serviço de Reanimação – Cuidados Intensivos Polivalentes, cargo que exerceu até ao seu falecimento.
Foi também Director Clínico do Serviço de Doenças Infecciosas dos H.U.C de 1977 a 1985, período em que foram registados os primeiros casos de HIV/SIDA em Portugal.
Em 1980 foi designado foreign scientist do Instituto Karolinska de Estocolmo e Consultor da Organização Mundial de Saúde.
Foi membro de numerosas Sociedades e Associações Científicas, entre as quais: Royal Society of Medicine, Society of Critical Care Medicine (membro do Council entre 1983 e 1986), American College of Chest Physicians, Societé de Réanimation de Langue Française, European Society of Intensive Care Medicine, Panamerican Trauma Society (membro fundador), Association Internationale pour la Recherche en Hygiene Hospitalière (secretário-geral entre 1985 e 1988), European Respiratory Society, World Federation of Intensive Care.
Foi sócio fundador da Sociedade Portuguesa de Cuidados Intensivos e seu Presidente de 1983 a 1986, sócio fundador da Sociedade Portuguesa de Doenças Infecciosas e seu Presidente de 1985 a 1989, e coordenador nacional do Projecto “SANGUIS”- Medical and Health Research Programme of the Comission of the European Communities (1990-1992)
Para além do trabalho hospitalar, fez investigação clínica que resultou na elaboração e publicação de múltiplos trabalhos (cerca de 150 artigos, sendo 35 em revistas estrangeiras), na participação regular em reuniões e congressos nacionais e internacionais (mais de 200) e na organização de reuniões e simpósios cientificos no País e no estrangeiro (mais de 60).
A «Sociedade Portuguesa de Doenças Infecciosas e Microbiologia Clínica» criou um prémio e instituiu uma bolsa de estudo anual com o seu nome.

### Actividade Cultural
Enquanto estudante foi membro do TEUC – Teatro dos Estudantes da Universidade de Coimbra, tendo participado como actor em numerosas representações, nomeadamente de peças de Gil Vicente, em Portugal e no Brasil.
Foi membro do Instituto de Coimbra e Director da sua Classe de Ciências. Presidiu à Comissão de Redacção de “O Instituto” e dirigiu a publicação do volume de 1981 desta revista.

### Actividade Política
Foi nomeado Presidente da Comissão Administrativa da Câmara Municipal de Coimbra em 13 de Maio de 1974, cargo que exerceu até às primeiras eleições autárquicas, realizadas em 12 de Dezembro de 1976.
O município, em sua homenagem, atribuiu o seu nome a uma rua, inscrevendo-o na toponímia conimbricense.

### Algumas Obras Publicadas
- “Contribuição para o estudo bioquímico do líquido céfalo-raquídeo em infecções neuromeníngeas do adulto: equilibrio hidro-electrolítico, pressão parcial do oxigénio e equilíbrio ácido-básico”, Tese de doutoramento, Coimbra, 1973.
- «Intensive care medicine — A new specialty?» , Intensive Care Medicine 5, 1979, p. 99.
- «The use of tetanus antitoxin in the treatment of adult tetanus» , Critical Care Medicine 9(3), 1981, p. 258.
- «A Case of Acute Poisoning by Methyl Demeton in a Female 5 Months Pregnant» , Arch Toxicol Suppl. 5, 1982, p. 202-204.
- «Acute poisoning with organophosphorus compounds» , Acta Medica Portuguesa 1, 1988, p. 291-295.
- «Resistance of six frequently isolated bacteria in intensive care unit patients to some cephalosporins and aminoglycosides» , Journal of Chemotherapy 1, 1989, p. 323.
- «Guidelines for the utilisation of intensive care units» , Intensive Care Med 20, 1994, p. 163–164.

### Família
Foi casado com Maria Helena da Silva Matos Carrington da Costa (1934-2002) e teve quatro filhos: Maria Cristina, Rui Augusto, Margarida Paula e Gonçalo Nuno. Foi sobrinho do geólogo e professor universitário João Carrington Simões da Costa (1891-1982).

## Outras fontes
- Knibel, Marcos Freitas. “In memoriam: Rui Carrington da Costa”, Revista Brasileira de Terapia Intensiva, 6, 1994, p. 63.
- Pinheiro, Armando. “Onde o Intensivismo e a Literatura podem encontrar-se”, Acta Médica Portuguesa, 8, 1995, p. 511-515.